# 2016 en Islande
Chronologie de l'Islande
- 2012
- 2013
- 2014
- 2015
- 2016
- 2017
- 2018
- 2019
- 2020

Cet article présente les faits marquants de l'année 2016 en Islande ou relatifs à l'Islande.

## Gouvernement
- Président : Ólafur Ragnar Grímsson (jusqu'au 1er août), Guðni Th. Jóhannesson (à partir du 1er août)
- Premier ministre : Sigmundur Davíð Gunnlaugsson (Jusqu'au 7 avril), Sigurður Ingi Jóhannsson (à parir du 7 avril)

## Événements
- 4 avril : manifestation de plusieurs milliers d'Islandais pour réclamer la démission du premier ministre Sigmundur Davíð Gunnlaugsson éclaboussé par l'affaire des Panama Papers.
- 7 avril : Sigurður Ingi Jóhannsson prend la tête du gouvernement.
- 25 juin : Guðni Th. Jóhannesson est élu président de l'Islande.
- 12 juillet : un randonneur français fait une chute mortelle sur le glacier Torfajökull[1].
- 13 septembre : des chasseurs d'oies sauvages découvrent une épée viking dans la région de Skaftárhreppur, 23e arme nordique de ce genre trouvée sur l'île à ce jour[2].

## Culture

### Cinéma
- Edda Awards :
  - Prix du meilleur film pour Béliers (Hrútar) de Grímur Hákonarson[3]
  - Prix du meilleur acteur pour Sigurður Sigurjónsson dans Béliers

## Décès
- Edda Heiðrún Backman : actrice, chanteuse et peintre